# Team Rockit
Team Rockit är en experimentell musikgrupp. Bandet består av de tre medlemmarna Gregorian, Merely och Ikaros. Merely har även gett ut fem soloalbum.
Team Rockit debuterade som en duo 2011 via skivbolaget Sincerely Yours med albumet 1988. Gruppen blev senare en trio i och med utgivningen av det andra albumet Anima 2013. I juni 2017 släppte de sitt tredje självbetitlade album Team Rockit genom det svenska skivbolaget YEAR0001, vilken sedan följdes av albumet Bahamut Zero, 21 maj 2021. Bahamut Zero föregicks av ett Alternate Reality Game konstruerat av de tre medlemmarna.
År 2021 mottog de Manifest och Sveriges kompositörer och textförfattares pris till ”Årets textförfattare” för albumet Bahamut Zero.

## Diskografi

### Studioalbum
- 1988 (2011)[5]
- Anima (2013)[6][7]
- Team Rockit (2017)[8]
- Bahamut Zero (2021)

### Singlar
- "Första Hjälpen" (2011)[9]
- "Aura" (2013)[10]
- "Gaia" (2013)[11]
- "Trippel skörd" (2017)
- "Ambrosia junkie" (2017)
- "Grönt opus" (2019)
- "Bombardier" (2021)
- "Jordens salt" (2021)

### Mixtapes
- Bahamut (2012)[12]
- Neo Bahamut (2014)[13]